# 自然類紀錄片

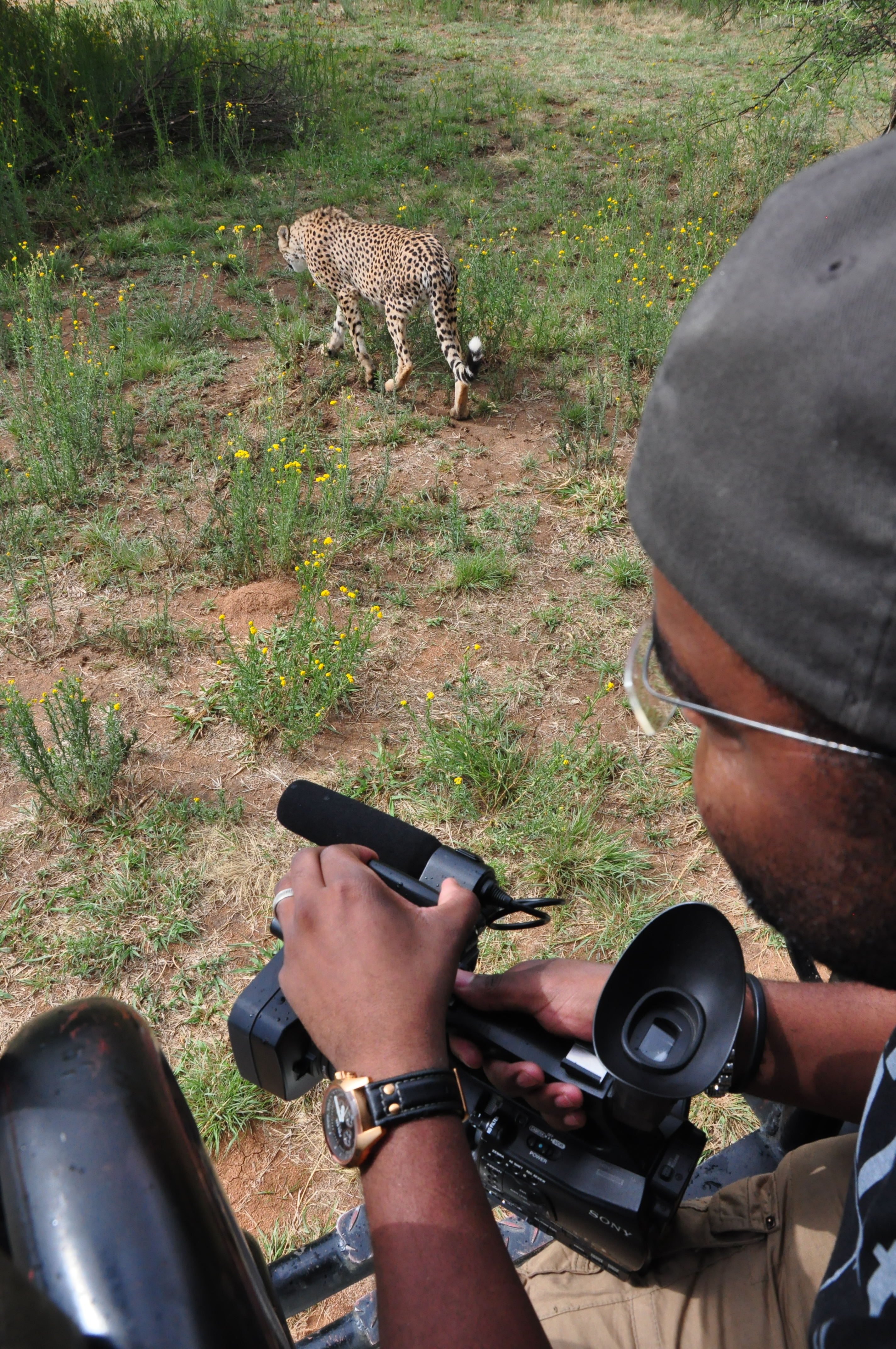
在纳米比亚拍攝野生動物自然類紀錄片

自然類紀錄片（英語：Nature documentary）或野生動物紀錄片是關於動物，植物或其他非人類生物的紀錄片或系列的風格，通常集中在自然棲息地拍攝的視頻還經常包括訓練和圈養動物的鏡頭。有時，它們涉及與人類有關的野生動植物或生態系統。此類節目最常用於電視，特別是用於公共廣播頻道，但也有一些是用於電影媒體的。